# Baccaurea pubera
Baccaurea pubera là một loài thực vật có hoa trong họ Diệp hạ châu. Loài này được (Miq.) Müll.Arg. mô tả khoa học đầu tiên năm 1866.